# José Teodósio de Bettencourt Carvalhal
 José Teodósio de Bettencourt Carvalhal  (Ilha Terceira, Açores, Portugal, 9 de Junho de 1840 -?) foi um poeta português e bibliotecário da Câmara Municipal de Angra do Heroísmo. Foi autor de várias poesias, que se encontram publicadas em diversos jornais da ilha Terceira.